# Оскар (кинопремия, 1993)
65-я церемония награждения премии «Оскар» за заслуги в области кинематографа за 1992 год состоялась 29 марта 1993 года в зале Dorothy Chandler Pavilion (Лос-Анджелес, штат Калифорния). Церемонию четвёртый год подряд вёл комедийный актёр Билли Кристал.
Всего на участие в конкурсе претендовало, как и за год до этого, 238 полнометражных фильмов. Окончательный список номинантов в 23 категориях был объявлен 17 февраля 1993 года. Лидерами по числу номинаций (по девять) стали фильмы «Говардс-Энд» и «Непрощённый» (который впоследствии, завоевав четыре «Оскара» и опередив таким образом «Говардс-Энд» на одну статуэтку, занял первое место по количеству побед на данной церемонии).
На лучшую песню к фильму в этот раз были номинированы песни из трёх картин вместо пяти — в связи с тем, что фильм «Телохранитель» и мультфильм «Аладдин» были представлены в категории дважды (аналогичная ситуация до этого возникала только один раз — на награждении в 1984 году).
Почётного «Оскара» был удостоен итальянский режиссёр Федерико Феллини с формулировкой «в знак признания того, что он занимает место в ряду мастеров кинематографического повествования». Премию вручали Софи Лорен и часто снимавшийся у Феллини Марчелло Мастроянни.
На этой церемонии впервые было вручено сразу две Гуманитарные премии имени Джина Хершолта. Одна из них отошла к Элизабет Тейлор (эту премию представляла Анджела Лэнсбери). Другая была предназначена для Одри Хепбёрн, но актриса скончалась 20 января 1993 года, вскоре после голосования Совета управляющих Академии киноискусства за её кандидатуру, поэтому на церемонии награду из рук Грегори Пека принимал сын Хепбёрн — Шон Хепбёрн-Феррер.

## Фотогалерея

### Лучшая режиссёрская работа
| Лауреат                      | Номинанты |
| ---------------------------- | --- |
| - Клинт Иствуд «Непрощённый» | - Нил Джордан «Жестокая игра» - Джеймс Айвори «Говардс-Энд» - Роберт Олтмен «Игрок» - Мартин Брест «Запах женщины» |

### Лучший актёр
| Лауреат                      | Номинанты |
| ---------------------------- | --- |
| - Аль Пачино «Запах женщины» | - Роберт Дауни-мл. «Чаплин» - Клинт Иствуд «Непрощённый» - Стивен Ри «Жестокая игра» - Дензел Вашингтон «Малколм Икс» |

### Лучшая актриса
| Лауреат                      | Номинанты |
| ---------------------------- | --- |
| - Эмма Томпсон «Говардс-Энд» | - Катрин Денёв «Индокитай» - Мэри Макдоннел «Рыба страсти» - Мишель Пфайффер «Поле любви» - Сьюзан Сэрэндон «Масло Лоренцо» |

### Лучший актёр второго плана
| Лауреат                     | Номинанты |
| --------------------------- | --- |
| - Джин Хэкмен «Непрощённый» | - Джей Дэвидсон «Жестокая игра» - Джек Николсон «Несколько хороших парней» - Аль Пачино «Американцы» - Дэвид Пеймер «Мистер субботний вечер» |

### Лучшая актриса второго плана
| Лауреат                          | Номинанты |
| -------------------------------- | --- |
| - Мариса Томей «Мой кузен Винни» | - Джуди Дэвис «Мужья и жёны» - Джоан Плаурайт «Колдовской апрель» - Ванесса Редгрейв «Говардс-Энд» - Миранда Ричардсон «Ущерб» |

## Список лауреатов и номинантов
Здесь приведён полный список номинантов.
В конкурсе было номинировано 35 полнометражных художественных фильма и один мультфильм. Из них одиннадцать картин получили награды:
Число наград / общее число номинаций
- 4/9: «Непрощённый»
- 3/9: «Говардс-Энд»
- 3/4: «Дракула»
- 2/5: «Аладдин»
- 1/6: «Жестокая игра»
- 1/4: «Запах женщины»
- 1/3: «Там, где течёт река»
- 1/2: «Индокитай»
- 1/1: «Мой кузен Винни»
- 1/1: «Последний из могикан»
- 1/1: «Смерть ей к лицу»

Номинированные фильмы, оставшиеся ненаграждёнными:
Число номинаций
- 4: «Несколько хороших парней»
- 3: «Игрок», «Колдовской апрель», «Чаплин»
- 2: «Бэтмен возвращается», «В осаде», «Игрушки», «Малколм Икс», «Масло Лоренцо», «Мужья и жёны», «Основной инстинкт», «Рыба страсти», «Телохранитель», «Хоффа»
- 1: «Американцы», «Данс», «Короли мамбо», «Любовник», «Место в мире», «Мистер субботний вечер», «Поле любви», «Урга — территория любви», «Ущерб», «Чужой 3», «Штонк!»

### Основные категории
• Победители выделены отдельным цветом. 
| Категории                                                                    | Лауреаты и номинанты                                                                                | Лауреаты и номинанты                                  |
| ---------------------------------------------------------------------------- | --------------------------------------------------------------------------------------------------- | ----------------------------------------------------- |
| Лучший фильм Награду вручал Джек Николсон                                    | • «Непрощённый» (продюсер: Клинт Иствуд)                                                            | • «Непрощённый» (продюсер: Клинт Иствуд)              |
| Лучший фильм Награду вручал Джек Николсон                                    | • «Жестокая игра» (продюсер: Стефен Вулли)                                                          |                                                       |
| Лучший фильм Награду вручал Джек Николсон                                    | • «Несколько хороших парней» (продюсеры: Дэвид Браун, Роб Райнер и Эндрю Шайнмен)                   |                                                       |
| Лучший фильм Награду вручал Джек Николсон                                    | • «Говардс-Энд» (продюсер: Исмаил Мерчант)                                                          |                                                       |
| Лучший фильм Награду вручал Джек Николсон                                    | • «Запах женщины» (продюсер: Мартин Брест)                                                          |                                                       |
| Лучшая режиссёрская работа Награду вручала Барбра Стрейзанд                  | | • Клинт Иствуд — «Непрощённый»                        |
| Лучшая режиссёрская работа Награду вручала Барбра Стрейзанд                  | • Нил Джордан — «Жестокая игра»                                                                     |                                                       |
| Лучшая режиссёрская работа Награду вручала Барбра Стрейзанд                  | • Джеймс Айвори — «Говардс-Энд»                                                                     |                                                       |
| Лучшая режиссёрская работа Награду вручала Барбра Стрейзанд                  | • Роберт Олтмен — «Игрок»                                                                           |                                                       |
| Лучшая режиссёрская работа Награду вручала Барбра Стрейзанд                  | • Мартин Брест — «Запах женщины»                                                                    |                                                       |
| Лучший актёр Награду вручала Джоди Фостер                                    | | • Аль Пачино — «Запах женщины»                        |
| Лучший актёр Награду вручала Джоди Фостер                                    | • Роберт Дауни-мл. — «Чаплин»                                                                       |                                                       |
| Лучший актёр Награду вручала Джоди Фостер                                    | • Клинт Иствуд — «Непрощённый»                                                                      |                                                       |
| Лучший актёр Награду вручала Джоди Фостер                                    | • Стивен Ри — «Жестокая игра»                                                                       |                                                       |
| Лучший актёр Награду вручала Джоди Фостер                                    | • Дензел Вашингтон — «Малколм Икс»                                                                  |                                                       |
| Лучшая актриса Награду вручал Энтони Хопкинс                                 | | • Эмма Томпсон — «Говардс-Энд»                        |
| Лучшая актриса Награду вручал Энтони Хопкинс                                 | • Катрин Денёв — «Индокитай»                                                                        |                                                       |
| Лучшая актриса Награду вручал Энтони Хопкинс                                 | • Мэри Макдоннел — «Рыба страсти»                                                                   |                                                       |
| Лучшая актриса Награду вручал Энтони Хопкинс                                 | • Мишель Пфайффер — «Поле любви»                                                                    |                                                       |
| Лучшая актриса Награду вручал Энтони Хопкинс                                 | • Сьюзан Сэрэндон — «Масло Лоренцо»                                                                 |                                                       |
| Лучший актёр второго плана Награду вручала Мерседес Рул                      | | • Джин Хэкмен — «Непрощённый»                         |
| Лучший актёр второго плана Награду вручала Мерседес Рул                      | • Джей Дэвидсон — «Жестокая игра»                                                                   |                                                       |
| Лучший актёр второго плана Награду вручала Мерседес Рул                      | • Джек Николсон — «Несколько хороших парней»                                                        |                                                       |
| Лучший актёр второго плана Награду вручала Мерседес Рул                      | • Аль Пачино — «Американцы»                                                                         |                                                       |
| Лучший актёр второго плана Награду вручала Мерседес Рул                      | • Дэвид Пеймер — «Мистер субботний вечер»                                                           |                                                       |
| Лучшая актриса второго плана Награду вручал Джек Пэланс                      | | • Мариса Томей — «Мой кузен Винни»                    |
| Лучшая актриса второго плана Награду вручал Джек Пэланс                      | • Джуди Дэвис — «Мужья и жёны»                                                                      |                                                       |
| Лучшая актриса второго плана Награду вручал Джек Пэланс                      | • Джоан Плаурайт — «Колдовской апрель»                                                              |                                                       |
| Лучшая актриса второго плана Награду вручал Джек Пэланс                      | • Ванесса Редгрейв — «Говардс-Энд»                                                                  |                                                       |
| Лучшая актриса второго плана Награду вручал Джек Пэланс                      | • Миранда Ричардсон — «Ущерб»                                                                       |                                                       |
| Лучший оригинальный сценарий Награду вручали Энн Бэнкрофт и Дастин Хоффман   | | • «Жестокая игра» — Нил Джордан                       |
| Лучший оригинальный сценарий Награду вручали Энн Бэнкрофт и Дастин Хоффман   | • «Мужья и жёны» — Вуди Аллен                                                                       |                                                       |
| Лучший оригинальный сценарий Награду вручали Энн Бэнкрофт и Дастин Хоффман   | • «Масло Лоренцо» — Джордж Миллер и Ник Энрайт                                                      |                                                       |
| Лучший оригинальный сценарий Награду вручали Энн Бэнкрофт и Дастин Хоффман   | • «Рыба страсти» — Джон Сэйлз                                                                       |                                                       |
| Лучший оригинальный сценарий Награду вручали Энн Бэнкрофт и Дастин Хоффман   | • «Непрощённый» — Дэвид Вебб Пиплз                                                                  |                                                       |
| Лучший адаптированный сценарий Награду вручали Энн Бэнкрофт и Дастин Хоффман | | • «Говардс-Энд» — Рут Правер Джабвала                 |
| Лучший адаптированный сценарий Награду вручали Энн Бэнкрофт и Дастин Хоффман | • «Колдовской апрель» — Питер Бэрнс                                                                 |                                                       |
| Лучший адаптированный сценарий Награду вручали Энн Бэнкрофт и Дастин Хоффман | • «Игрок» — Майкл Толкин                                                                            |                                                       |
| Лучший адаптированный сценарий Награду вручали Энн Бэнкрофт и Дастин Хоффман | • «Там, где течёт река» — Ричард Фриденберг                                                         |                                                       |
| Лучший адаптированный сценарий Награду вручали Энн Бэнкрофт и Дастин Хоффман | • «Запах женщины» — Бо Голдман                                                                      |                                                       |
| Лучший фильм на иностранном языке Награду вручала Гленн Клоуз                | • «Индокитай» / Indochine (Франция) реж. Режис Варнье                                               | • «Индокитай» / Indochine (Франция) реж. Режис Варнье |
| Лучший фильм на иностранном языке Награду вручала Гленн Клоуз                | • «Урга — территория любви» (Россия) реж. Никита Михалков                                           |                                                       |
| Лучший фильм на иностранном языке Награду вручала Гленн Клоуз                | • «Данс» / Daens (Бельгия) реж. Стиин Конинкс                                                       |                                                       |
| Лучший фильм на иностранном языке Награду вручала Гленн Клоуз                | • «Место в мире» / Un lugar en el mundo (Уругвай) реж. Адольфо Аристарайн (неофициальная номинация) |                                                       |
| Лучший фильм на иностранном языке Награду вручала Гленн Клоуз                | • «Штонк!» / Schtonk! (Германия) реж. Гельмут Дитль                                                 |                                                       |

### Другие категории
| Категории                                                              | Лауреаты и номинанты |
| ---------------------------------------------------------------------- | --- |
| Лучшая музыка к фильму Награду вручал Рауль Хулия                      | • «Аладдин» — Алан Менкен |
| Лучшая музыка к фильму Награду вручал Рауль Хулия                      | • «Основной инстинкт» — Джерри Голдсмит |
| Лучшая музыка к фильму Награду вручал Рауль Хулия                      | • «Чаплин» — Джон Барри |
| Лучшая музыка к фильму Награду вручал Рауль Хулия                      | • «Говардс-Энд» — Ричард Роббинс |
| Лучшая музыка к фильму Награду вручал Рауль Хулия                      | • «Там, где течёт река» — Марк Айшем |
| Лучшая песня к фильму Награду вручали Лена Хорн и Куинси Джонс         | • «A Whole New World» — «Аладдин» — музыка: Алан Менкен, слова: Тим Райс                                                                                              |
| Лучшая песня к фильму Награду вручали Лена Хорн и Куинси Джонс         | • «Beautiful Maria of My Soul» — «Короли мамбо» — музыка: Роберт Крафт, слова: Арне Глимчер                                                                           |
| Лучшая песня к фильму Награду вручали Лена Хорн и Куинси Джонс         | • «Friend Like Me» — «Аладдин» — музыка: Алан Менкен, слова: Ховард Эшман (посмертно)                                                                                 |
| Лучшая песня к фильму Награду вручали Лена Хорн и Куинси Джонс         | • «I Have Nothing» — «Телохранитель» — музыка: Дэвид Фостер, слова: Линда Томпсон                                                                                     |
| Лучшая песня к фильму Награду вручали Лена Хорн и Куинси Джонс         | • «Run to You» — «Телохранитель» — музыка: Джад Фридман, слова: Аллан Рич                                                                                             |
| Лучший монтаж                                                          | • «Непрощённый» — Джоэль Кокс |
| Лучший монтаж                                                          | • «Основной инстинкт» — Фрэнк Дж. Уриосте |
| Лучший монтаж                                                          | • «Жестокая игра» — Кант Пан |
| Лучший монтаж                                                          | • «Несколько хороших парней» — Роберт Лейтон |
| Лучший монтаж                                                          | • «Игрок» — Джеральдин Перони |
| Лучшая операторская работа Награду вручали Морган Фримен и Джин Хэкмен | • «Там, где течёт река» — Филипп Руссело |
| Лучшая операторская работа Награду вручали Морган Фримен и Джин Хэкмен | • «Хоффа» — Стивен Барум |
| Лучшая операторская работа Награду вручали Морган Фримен и Джин Хэкмен | • «Говардс-Энд» — Тони Пирс-Робертс |
| Лучшая операторская работа Награду вручали Морган Фримен и Джин Хэкмен | • «Любовник» — Робер Фресс |
| Лучшая операторская работа Награду вручали Морган Фримен и Джин Хэкмен | • «Непрощённый» — Джек Н. Грин |
| Лучшая работа художника Награду вручал Ричард Гир                      | • «Говардс-Энд» — Лучана Арриги (постановщик), Йен Уитэйкер (декоратор)                                                                                               |
| Лучшая работа художника Награду вручал Ричард Гир                      | • «Дракула» — Томас Э. Сандерс (постановщик), Гаррет Льюис (декоратор)                                                                                                |
| Лучшая работа художника Награду вручал Ричард Гир                      | • «Чаплин» — Стюарт Крэйг (постановщик), Крис А. Батлер (декоратор)                                                                                                   |
| Лучшая работа художника Награду вручал Ричард Гир                      | • «Игрушки» — Фердинандо Скарфьотти (постановщик), Линда Дессенна (декоратор)                                                                                         |
| Лучшая работа художника Награду вручал Ричард Гир                      | • «Непрощённый» — Генри Бамстед (постановщик), Дженис Блэки-Гудайн (декоратор)                                                                                        |
| Лучший дизайн костюмов                                                 | • «Дракула» — Эйко Исиока |
| Лучший дизайн костюмов                                                 | • «Колдовской апрель» — Шина Напье |
| Лучший дизайн костюмов                                                 | • «Говардс-Энд» — Дженни Беван, Джон Брайт |
| Лучший дизайн костюмов                                                 | • «Малколм Икс» — Рут Э. Картер |
| Лучший дизайн костюмов                                                 | • «Игрушки» — Альберт Вольски |
| Лучший звук                                                            | • «Последний из могикан» — Крис Дженкинс, Даг Хемфилл, Марк Смит, Саймон Кей                                                                                          |
| Лучший звук                                                            | • «Аладдин» — Терри Портер, Мэл Меткалф, Дэвид Дж. Хадсон, Док Кейн                                                                                                   |
| Лучший звук                                                            | • «Несколько хороших парней» — Кевин О’Коннелл, Рик Клайн, Роберт Эбер                                                                                                |
| Лучший звук                                                            | • «В осаде» — Дональд О. Митчелл, Фрэнк А. Монтано, Рик Харт, Скотт Д. Смит                                                                                           |
| Лучший звук                                                            | • «Непрощённый» — Лес Фрешольц, Верн Пур, Дик Александр, Роб Янг |
| Лучший монтаж звуковых эффектов                                        | • «Дракула» — Том Си Маккарти, Дэвид Э. Стоун |
| Лучший монтаж звуковых эффектов                                        | • «Аладдин» — Марк А. Манджини |
| Лучший монтаж звуковых эффектов                                        | • «В осаде» — Джон Левекью, Брюс Стамблер |
| Лучшие визуальные эффекты                                              | • «Смерть ей к лицу» — Кен Ралстон, Даг Чианг, Даглас Смит, Том Вудрафф мл.                                                                                           |
| Лучшие визуальные эффекты                                              | • «Чужой 3» — Ричард Эдланд, Алек Гиллис, Том Вудрафф мл., Джордж Гиббс                                                                                               |
| Лучшие визуальные эффекты                                              | • «Бэтмен возвращается» — Майкл Л. Финк, Крэйг Баррон, Джон Бруно, Деннис Скотак                                                                                      |
| Лучший грим                                                            | • «Дракула» — Грег Кэнном, Мишель Бёрк, Мэттью У. Мангл |
| Лучший грим                                                            | • «Бэтмен возвращается» — Ве Нилл, Ронни Спектер, Стэн Уинстон |
| Лучший грим                                                            | • «Хоффа» — Ве Нилл, Грег Кэнном, Джон Блейк |
| Лучший документальный полнометражный фильм                             | • «Обман в Панаме» / The Panama Deception (продюсеры: Барбара Трент и Дэвид Каспер)                                                                                   |
| Лучший документальный полнометражный фильм                             | • «Измените своё мнение: История доктора Эвелин Хукер» / Changing Our Minds: The Story of Dr. Evelyn Hooker (продюсер: Дэвид Хаугланд)                                |
| Лучший документальный полнометражный фильм                             | • «Огни Кувейта» / Fires of Kuwait (продюсер: Сэлли Дандас) |
| Лучший документальный полнометражный фильм                             | • «Освободители: Сражающиеся на двух фронтах во Второй Мировой Войне» / Liberators: Fighting on Two Fronts in World War II (продюсеры: Уильям Майлз и Нина Розенблюм) |
| Лучший документальный полнометражный фильм                             | Music for the Movies: Bernard Herrmann (продюсеры: Маргарет Смиллоу и Рома Бэран)                                                                                     |
| Лучший документальный короткометражный фильм                           | • «Образованный Питер» / Educating Peter (продюсеры: Томас Си Гудвин (посмертно) и Жеральдин Вюрцбург)                                                                |
| Лучший документальный короткометражный фильм                           | • «Век завоеваний: Поход Шефа Вай-Вай» / At the Edge of Conquest: The Journey of Chief Wai-Wai (продюсер: Джеффри О’Коннор)                                           |
| Лучший документальный короткометражный фильм                           | • «Центр воображения: Маргарет Андерсон и небольшая рецензия» / Beyond Imagining: Margaret Anderson and the 'Little Review' (продюсер: Венди Л. Вейнберг)             |
| Лучший документальный короткометражный фильм                           | • «Цвета моего отца: Портрет Сэма Боренштейна» / The Colours of My Father: A Portrait of Sam Borenstein (продюсеры: Ричард Элсон и Сэлли Бочнер)                      |
| Лучший документальный короткометражный фильм                           | • «Когда аборт был запрещён: Нерассказанные истории» / When Abortion Was Illegal: Untold Stories (продюсер: Дороти Фадимэн)                                           |
| Лучший игровой короткометражный фильм                                  | • Омнибус / Omnibus (Сэм Карманн) |
| Лучший игровой короткометражный фильм                                  | • «Контакт» / Contact (Джонатан Дэрби и Яна Сью Мемел) |
| Лучший игровой короткометражный фильм                                  | • «Круиз-контроль» / Cruise Control (Мэтт Пальмиери) |
| Лучший игровой короткометражный фильм                                  | • «Леди в ожидании» / The Lady in Waiting (Кристиан М. Тейлор) |
| Лучший игровой короткометражный фильм                                  | • «Лебединая песня» / Swan Song (Кеннет Брана и Дэвид Парфитт) |
| Лучший анимационный короткометражный фильм                             | • «Мона Лиза, спускающаяся по лестнице» / Mona Lisa Descending a Staircase (Джоан Си Грац)                                                                            |
| Лучший анимационный короткометражный фильм                             | • «Адам» / Adam (Питер Лорд) |
| Лучший анимационный короткометражный фильм                             | • «Слова, слова, слова…» / Řeči, řeči, řeči… (Михаэла Павлатова) |
| Лучший анимационный короткометражный фильм                             | • «Песочный человек» / The Sandman (Пол Берри) |
| Лучший анимационный короткометражный фильм                             | • «Сценарий» / Screen Play (Барри Пурвс) |

### Специальные награды
| Награда                                                         | Лауреаты |
| --------------------------------------------------------------- | --- |
| Премия за выдающиеся заслуги в кинематографе (Почётный «Оскар») | • Федерико Феллини — В знак признания того, что он занимает место в ряду мастеров кинематографического повествования. (In recognition of his place as one of the screen’s master storytellers.) |
| Награда имени Джина Хершолта                                    | • Одри Хепбёрн (посмертно) |
| Награда имени Джина Хершолта                                    | • Элизабет Тейлор |
| Награда имени Гордона Сойера                                    | • Эрих Кёстнер |

| - Федерико Феллини | - Одри Хепбёрн | - Элизабет Тейлор |